# Baie de Drake
 (janvier 2016).
Si vous disposez d'ouvrages ou d'articles de référence ou si vous connaissez des sites web de qualité traitant du thème abordé ici, merci de compléter l'article en donnant les références utiles à sa vérifiabilité et en les liant à la section « Notes et références ».
Pour les articles homonymes, voir Drake.

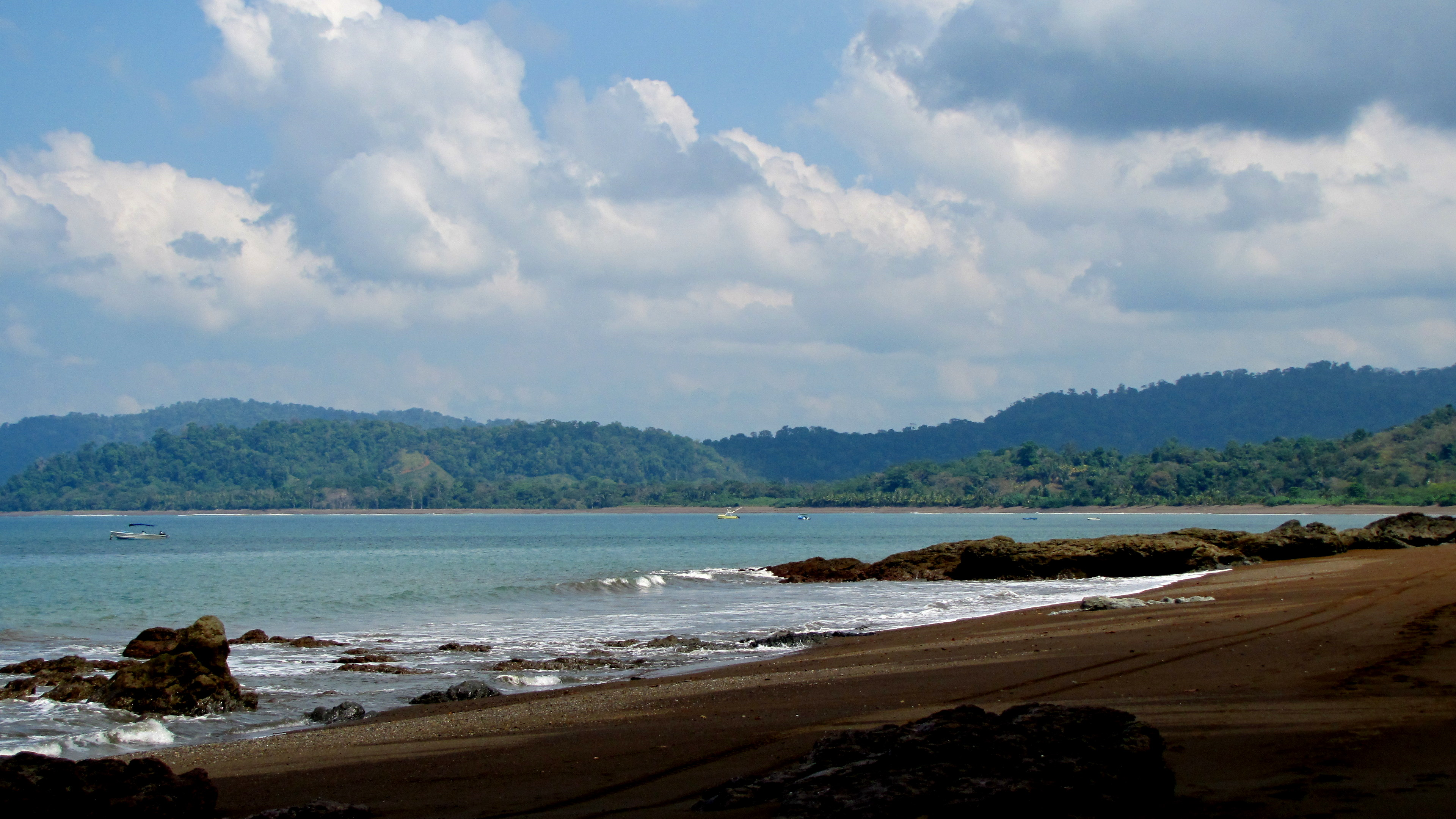
Vue de Bahia Drake.

La baie de Drake (Bahía Drake en espagnol) est une petite baie sur la côte nord de la péninsule d'Osa, au sud-ouest du Costa Rica.

## Histoire et géographie
Cette baie fut utilisée par le célèbre corsaire Britannique Sir Francis Drake au XVIe siècle. Selon la légende, le pirate aurait caché l'un de ses trésors dans la Baie.
La ville principale de Bahia Drake est Agujitas, qui compte 1000 habitants.
Une piste praticable en 4x4 permet d'atteindre la baie tout le long de l'année. On peut également y accéder par des services de bateaux depuis Sierpe et par l'aérodrome de Bahia Drake. La côte est magnifique avec des pitons rocheux et des criques de sable qui vont d'Agujitas, où le village de Bahía Drake est située, jusqu'au sud vers la frontière du parc national de Corcovado.
Bahia Drake est ce que l’on peut appeler un paradis où l’écosystème est préservé un maximum, car difficile d'accès. Cependant, le tourisme s'y développe de plus en plus et c'est même la première activité de la ville.

## Faune
En se promenant sur les différents sentiers de Drake, il est possible de voir des Aras (rouge), toucans, singes capucins, des singes hurleurs, coatis, tapirs, grenouilles, baleines, dauphins, etc.

## Activités
Balade à pied: Les nombreux sentiers de Bahia Drake sont faciles d'accès et ils permettent à chacun de pouvoir visiter cette jolie baie. 
Balade à cheval: Les balades à cheval sont idéales pour découvrir la faune et la flore locales, le tout accompagné de guides expérimentés.
accrobranche : une activité très prisée pour les fans d’adrénaline au-dessus de la canopée. Celui de Bahia Drake est un des plus longs du Costa-Rica.
Kayak: Il est possible de faire du kayak en mer ou sur les rios.
Pachamama: Un endroit magnifique pour les amoureux de la nature qui veulent dormir dans des tipis et yourtes.
Parc national Corcovado : la station de « LA SIRENA » reste un incontournable, il s'agit de la station principale du Parc Corcovado, elle est la plus riche concernant la faune. 
Isla Cano: la réserve naturelle marine est réputée pour abriter de très nombreuses espèces : toutes sortes de poissons comme le magnifique poisson perroquet, requins de récifs, tortues, mais aussi raies, dauphins et autres requins peuvent être observés.